# Kabinett Medgyessy

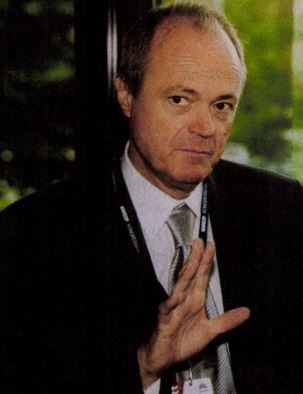
Ministerpräsident Péter Medgyessy (2002).

Das Kabinett Medgyessy war die Regierung von Ungarn von 2002 bis 2004. Sie wurde am 27. Mai 2002 von Ministerpräsident Péter Medgyessy gebildet und löste das Kabinett Orbán I ab. Dem Kabinett gehörten Minister der Ungarischen Sozialistischen Partei MSzP (Magyar Szocialista Párt), des Bundes Freier Demokraten SzDSz (Szabad Demokraták Szövetsége) sowie Parteilose an. Das Kabinett Medgyessy blieb bis zum 4. Oktober 2004 im Amt und wurde daraufhin vom Kabinett Gyurcsány I abgelöst.
In der ersten Runde der Parlamentswahlen am 7. April 2002 errang die MSzP 42,1 Prozent der Stimmen (93 Sitze) und die Regierungskoalition des bisherigen Ministerpräsidenten Viktor Orbán geführten Koalition aus Fidesz – Ungarischer Bürgerbund FIDESZ (Fidesz – Magyar Polgári Szövetség), der Unabhängigen Kleinlandwirte-, Landarbeiter- und Bürger-Partei FKgP (Független Kisgazda-, Földmunkás- és Polgári Párt), des Ungarischen Demokratischen Forums MDF (Magyar Demokrata Fórum) 41,1 Prozent (87 Sitze). Die Wahlbeteiligung lag bei 70,5 Prozent. Die Stichwahlen fanden am 21. April statt. Die Stichwahlen zur Parlamentswahl bescherten der Regierungskoalition aus FIDESZ, FKgP und MDF insgesamt 188 Sitze (164 beziehungsweise 24) im Parlament (Országgyűlés) mit 386 Sitzen, der MSzP 178 Mandate und den SzDSz 20 Sitze. Die Wahlbeteiligung lag bei 71,2 Prozent. Am 27. Mai 2002 wählte das Parlament Péter Medgyessy zum neuen Ministerpräsidenten, dessen Kabinett unter anderem László Kovács als Außenminister, Csaba László als Finanzminister, Ferenc Juhász als Verteidigungsminister und Mónika Lamperth als Innenministerin angehörten. Am 7. Januar 2004 wurde Finanzminister László Csaba entlassen und durch Tibor Draskovics ersetzt, der am 16. Februar 2004 vereidigt wurde. Bei der Europawahl am 13. Juni 2004 gewann die FIDESZ 47,4 Prozent und zwölf der 24 zu vergebenden Sitze im Europäischen Parlament, während die MSzP 34,3 Prozent (9 Sitze), SzDSz 7,7 Prozent (2 Sitze) und das MDF 5,3 Prozent (1 Sitz) erhielten. Die Wahlbeteiligung lag bei nur 38,5 Prozent.
Am 19. August 2004 entzog die regierende sozialistische MSzP Ministerpräsident Péter Medgyessy ihre Unterstützung. Am 25. August 2004 trat Medgyessy zurück und die Partei wählt Ferenc Gyurcsány zum nächsten Ministerpräsidenten. Am 26. August gab Staatspräsident Ferenc Mádl bekannt, dass Medgyessy laut dem Grundgesetz Ungarns mindestens bis zum 26. September 2004 im Amt bleiben wird. Am 27. August begann jedoch Gyurcsány, für Medgyessy zu handeln. Am 29. September 2004 bestätigte das Parlament Ferenc Gyurcsány mit 197 zu 12 von 384 Stimmen als Ministerpräsidenten. Am 30. September wurde ein neues Kabinett benannt, dessen Schlüsselpositionen unverändert blieben, mit der Ausnahme, dass Ferenc Somogyi zum Außenminister ernannt wurde, der am 1. November 2004 vereidigt wurde, nachdem László Kovács EU-Kommissar werden sollte.

## Mitglieder des Kabinetts
Dem Kabinett gehörten folgende Personen an:
| Amt                                                                                              | Amtsinhaber                                      | Partei            | Beginn der Amtszeit                       | Ende der Amtszeit                               |
| ------------------------------------------------------------------------------------------------ | ------------------------------------------------ | ----------------- | ----------------------------------------- | ----------------------------------------------- |
| Ministerpräsident                                                                                | Péter Medgyessy Ferenc Gyurcsány (kommissarisch) | MSzP              | 27. Mai 2002 27. August 2004              | 27. August 2004 29. September 2004              |
| Justizminister                                                                                   | Péter Bárándy                                    | Parteiloser       | 27. Mai 2002                              | 29. September 2004                              |
| Minister für Gesundheit, Soziales und Familie                                                    | Judit Csehák Mihály Kökény                       | MSzP              | 27. Mai 2002 16. September 2003           | 3. September 2003 29. September 2004            |
| Minister für Wirtschaft und Verkehr                                                              | István Csillag                                   | Parteiloser       | 27. Mai 2002                              | 29. September 2004                              |
| Kulturminister                                                                                   | Gábor Görgey István Hiller                       | Parteiloser MSzP  | 27. Mai 2002 19. Mai 2003                 | 18. Mai 2003 29. September 2004                 |
| Minister für Kinder, Jugend und Sport                                                            | György Jánosi Ferenc Gyurcsány Etele Baráth      | MSzP              | 27. Mai 2002 19. Mai 2003 18. August 2004 | 19. Mai 2003 18. August 2004 29. September 2004 |
| Verteidigungsminister                                                                            | Ferenc Juhász                                    | MSzP              | 27. Mai 2002                              | 29. September 2004                              |
| Minister für Arbeit und Beschäftigung                                                            | Péter Kiss Sándor Burány Imre Szekeres           | MSzP              | 27. Mai 2002 4. März 2003 18. August 2004 | 4. März 2003 18. August 2004 29. September 2004 |
| Minister für Umweltschutz und Wasserwirtschaft                                                   | Mária Kóródi Miklós Persányi                     | SzDSz Parteiloser | 27. Mai 2002 19. Mai 2003                 | 18. Mai 2003 29. September 2004                 |
| Minister für Nachrichten und Fernmeldewesen                                                      | Kálmán Kovács                                    | SzDSz             | 27. Mai 2002                              | 29. September 2004                              |
| Außenminister                                                                                    | László Kovács                                    | MSzP              | 27. Mai 2002                              | 29. September 2004                              |
| Innenministerin                                                                                  | Mónika Lamperth                                  | SzDSz             | 27. Mai 2002                              | 29. September 2004                              |
| Finanzminister                                                                                   | Csaba László Tibor Draskovics                    | Parteiloser       | 27. Mai 2002 15. Februar 2004             | 7. Januar 2004 29. September 2004               |
| Bildungsminister                                                                                 | Bálint Magyar                                    | SzDSz             | 27. Mai 2002                              | 29. September 2004 Bálint Magyar                |
| Minister für Landwirtschaft und regionale Entwicklung                                            | Imre Németh                                      | MSzP              | 27. Mai 2002                              | 29. September 2004                              |
| Minister ohne Geschäftsbereich Leiter des Amtes des Ministerpräsidenten                          | Elemér Kiss Péter Kiss                           | Parteiloser MSzP  | 27. Mai 2002 4. März 2003                 | 21. Februar 2003 29. September 2004             |
| Minister ohne Geschäftsbereich ab 19. Mai 2003: für Angelegenheiten der europäischen Integration | Endre Juhász                                     | Parteiloser       | 4. März 2003                              | 1. Mai 2004                                     |
| Ministerin ohne Geschäftsbereich für Chancengleichheit                                           | Katalin Lévai                                    | Parteilose        | 19. Mai 2003                              | 13. Juni 2004                                   |
| Ministerin ohne Geschäftsbereich                                                                 | Kinga Göncz                                      | Parteilose        | 15. Juni 2004                             | 29. September 2004                              |
| Minister ohne Geschäftsbereich                                                                   | János Veres                                      | Parteiloser       | 18. August 2004                           | 29. September 2004                              |